# 9.ª etapa de la Vuelta a España 2018
La 9.ª etapa de la Vuelta a España 2018 tuvo lugar el 2 de septiembre de 2018 entre Talavera de la Reina y la Estación de esquí de La Covatilla sobre un recorrido de 200,8 km y fue ganada en solitario por el ciclista estadounidense Benjamin King del equipo Dimension Data, quien completó su segundo triunfo de etapa en la Vuelta 2018. El ciclista británico Simon Yates del equipo Mitchelton-Scott se convirtió en el nuevo líder de la carrera.

## Clasificación de la etapa
| \| Clasificación de la etapa \| Clasificación de la etapa \| Clasificación de la etapa \| Clasificación de la etapa \| Clasificación de la etapa \| \| Ciclista \| Ciclista \| Equipo \| Tiempo \| \| \| ------------------------- \| ------------------------- \| ------------------------- \| ------------------------- \| ------------------------- \| \| 1.º \| Benjamin King \| Dimension Data \| 5 h 30 min 38 s \| \| \| 2.º \| Bauke Mollema \| Trek-Segafredo \| + 48 s \| \| \| 3.º \| Dylan Teuns \| BMC Racing Team \| + 2 min 38 s \| \| \| 4.º \| Miguel Ángel López \| Astana \| + 2 min 40 s \| \| \| 5.º \| Nairo Quintana \| Movistar Team \| + 2 min 40 s \| \| \| 6.º \| Wilco Kelderman \| Team Sunweb \| + 2 min 40 s \| \| \| 7.º \| Rigoberto Urán \| EF Education First-Drapac \| + 2 min 43 s \| \| \| 8.º \| Ion Izagirre \| Bahrain-Merida \| + 2 min 46 s \| \| \| 9.º \| Simon Yates \| Mitchelton-Scott \| + 2 min 49 s \| \| \| 10.º \| George Bennett \| LottoNL-Jumbo \| + 3 min 02 s \| \| |                    |                           |                 |
| |                    |                           |                 |
| Fuente: ProCyclingStats |                    |                           |                 |
| Clasificación de la etapa |                    |                           |                 |
| Ciclista | Ciclista           | Equipo                    | Tiempo          |
| 1.º | Benjamin King      | Dimension Data            | 5 h 30 min 38 s |
| 2.º | Bauke Mollema      | Trek-Segafredo            | + 48 s          |
| 3.º | Dylan Teuns        | BMC Racing Team           | + 2 min 38 s    |
| 4.º | Miguel Ángel López | Astana                    | + 2 min 40 s    |
| 5.º | Nairo Quintana     | Movistar Team             | + 2 min 40 s    |
| 6.º | Wilco Kelderman    | Team Sunweb               | + 2 min 40 s    |
| 7.º | Rigoberto Urán     | EF Education First-Drapac | + 2 min 43 s    |
| 8.º | Ion Izagirre       | Bahrain-Merida            | + 2 min 46 s    |
| 9.º | Simon Yates        | Mitchelton-Scott          | + 2 min 49 s    |
| 10.º | George Bennett     | LottoNL-Jumbo             | + 3 min 02 s    |

## Clasificaciones al final de la etapa

### Clasificación general
| \| Clasificación general \| Clasificación general \| Clasificación general \| Clasificación general \| Clasificación general \| \| Ciclista \| Ciclista \| Equipo \| Tiempo \| \| \| --------------------- \| --------------------- \| ------------------------- \| --------------------- \| --------------------- \| \| 1.º \| Simon Yates \| Mitchelton-Scott \| 36 h 54 min 52 s \| \| \| 2.º \| Alejandro Valverde \| Movistar Team \| + 1 s \| \| \| 3.º \| Nairo Quintana \| Movistar Team \| + 14 s \| \| \| 4.º \| Emanuel Buchmann \| Bora-Hansgrohe \| + 16 s \| \| \| 5.º \| Ion Izagirre \| Bahrain-Merida \| + 17 s \| \| \| 6.º \| Tony Gallopin \| AG2R La Mondiale \| + 24 s \| \| \| 7.º \| Miguel Ángel López \| Astana \| + 27 s \| \| \| 8.º \| Rigoberto Urán \| EF Education First-Drapac \| + 32 s \| \| \| 9.º \| Steven Kruijswijk \| LottoNL-Jumbo \| + 43 s \| \| \| 10.º \| George Bennett \| LottoNL-Jumbo \| + 48 s \| \| |                    |                           |                  |
| |                    |                           |                  |
| Fuente: ProCyclingStats |                    |                           |                  |
| Clasificación general |                    |                           |                  |
| Ciclista | Ciclista           | Equipo                    | Tiempo           |
| 1.º | Simon Yates        | Mitchelton-Scott          | 36 h 54 min 52 s |
| 2.º | Alejandro Valverde | Movistar Team             | + 1 s            |
| 3.º | Nairo Quintana     | Movistar Team             | + 14 s           |
| 4.º | Emanuel Buchmann   | Bora-Hansgrohe            | + 16 s           |
| 5.º | Ion Izagirre       | Bahrain-Merida            | + 17 s           |
| 6.º | Tony Gallopin      | AG2R La Mondiale          | + 24 s           |
| 7.º | Miguel Ángel López | Astana                    | + 27 s           |
| 8.º | Rigoberto Urán     | EF Education First-Drapac | + 32 s           |
| 9.º | Steven Kruijswijk  | LottoNL-Jumbo             | + 43 s           |
| 10.º | George Bennett     | LottoNL-Jumbo             | + 48 s           |

### Clasificación por puntos
| Clasificación por puntos | Clasificación por puntos | Clasificación por puntos | Clasificación por puntos | Clasificación por puntos |
| Ciclista                 | Ciclista                 | Equipo                   | Puntos                   |                          |
| ------------------------ | ------------------------ | ------------------------ | ------------------------ | ------------------------ |
| 1.º                      | Alejandro Valverde       | Movistar Team            | 81 pts                   |                          |
| 2.º                      | Peter Sagan              | Bora-Hansgrohe           | 63 pts                   |                          |
| 3.º                      | Benjamin King            | Dimension Data           | 58 pts                   |                          |
| 4.º                      | Michał Kwiatkowski       | Team Sky                 | 50 pts                   |                          |
| 5.º                      | Danny van Poppel         | LottoNL-Jumbo            | 46 pts                   |                          |
| 6.º                      | Elia Viviani             | Quick-Step Floors        | 41 pts                   |                          |
| 7.º                      | Bauke Mollema            | Trek-Segafredo           | 40 pts                   |                          |
| 8.º                      | Ion Izagirre             | Bahrain-Merida           | 39 pts                   |                          |
| 9.º                      | Tony Gallopin            | AG2R La Mondiale         | 37 pts                   |                          |
| 10.º                     | Wilco Kelderman          | Team Sunweb              | 37 pts                   |                          |

### Clasificación de la montaña
| Clasificación de la montaña | Clasificación de la montaña | Clasificación de la montaña | Clasificación de la montaña | Clasificación de la montaña |
| Ciclista                    | Ciclista                    | Equipo                      | Puntos                      |                             |
| --------------------------- | --------------------------- | --------------------------- | --------------------------- | --------------------------- |
| 1.º                         | Luis Ángel Maté             | Cofidis, Solutions Crédits  | 60 pts                      |                             |
| 2.º                         | Benjamin King               | Dimension Data              | 33 pts                      |                             |
| 3.º                         | Bauke Mollema               | Trek-Segafredo              | 24 pts                      |                             |
| 4.º                         | Pierre Rolland              | EF Education First-Drapac   | 20 pts                      |                             |
| 5.º                         | Thomas de Gendt             | Lotto-Soudal                | 10 pts                      |                             |
| 6.º                         | Ben Gastauer                | AG2R La Mondiale            | 7 pts                       |                             |
| 7.º                         | Dylan Teuns                 | BMC Racing Team             | 6 pts                       |                             |
| 8.º                         | Nikita Stalnow              | Astana                      | 6 pts                       |                             |
| 9.º                         | Héctor Sáez Benito          | Euskadi-Murias              | 4 pts                       |                             |
| 10.º                        | Miguel Ángel López          | Astana                      | 4 pts                       |                             |

### Clasificación de la combinada
| Clasificación de la combinada | Clasificación de la combinada | Clasificación de la combinada | Clasificación de la combinada | Clasificación de la combinada |
| Ciclista                      | Ciclista                      | Equipo                        | Puntos                        |                               |
| ----------------------------- | ----------------------------- | ----------------------------- | ----------------------------- | ----------------------------- |
| 1.º                           | Alejandro Valverde            | Movistar Team                 | 18 pts                        |                               |
| 2.º                           | Benjamin King                 | Dimension Data                | 23 pts                        |                               |
| 3.º                           | Miguel Ángel López            | Astana                        | 30 pts                        |                               |
| 4.º                           | Bauke Mollema                 | Trek-Segafredo                | 37 pts                        |                               |
| 5.º                           | Simon Yates                   | Mitchelton-Scott              | 42 pts                        |                               |
| 6.º                           | Michał Kwiatkowski            | Team Sky                      | 42 pts                        |                               |
| 7.º                           | Nairo Quintana                | Movistar Team                 | 46 pts                        |                               |
| 8.º                           | Laurens De Plus               | Quick-Step Floors             | 74 pts                        |                               |
| 9.º                           | Dylan Teuns                   | BMC Racing Team               | 74 pts                        |                               |
| 10.º                          | Simon Clarke                  | EF Education First-Drapac     | 75 pts                        |                               |

### Clasificación por equipos
| Clasificación por equipos | Clasificación por equipos                | Clasificación por equipos | Clasificación por equipos |
| Equipo                    | Equipo                                   | Tiempo                    |                           |
| ------------------------- | ---------------------------------------- | ------------------------- | ------------------------- |
| 1.º                       | Lotto NL-Jumbo                           | 110 h 44 min 52 s         |                           |
| 2.º                       | Movistar Team                            | + 1 min 36 s              |                           |
| 3.º                       | AG2R La Mondiale                         | + 4 min 08 s              |                           |
| 4.º                       | Dimension Data                           | + 7 min 03 s              |                           |
| 5.º                       | Bahrain-Merida                           | + 7 min 46 s              |                           |
| 6.º                       | Bora-Hansgrohe                           | + 11 min 23 s             |                           |
| 7.º                       | Sky                                      | + 14 min 34 s             |                           |
| 8.º                       | EF Education First-Drapac p/b Cannondale | + 17 min 24 s             |                           |
| 9.º                       | UAE Team Emirates                        | + 26 min 33 s             |                           |
| 10.º                      | Groupama-FDJ                             | + 30 min 04 s             |                           |

## Abandonos
Ninguno.